# Neckarkanal Schwabenheim
Der Neckarkanal Schwabenheim ist eine 5,1 Kilometer lange künstliche Wasserstraße am Neckar. Er verläuft etwa zwischen dem Stauwehr Wieblingen und der Schleuse Schwabenheim, nordöstlich und parallel zum Altneckar, von dem er durch einen Damm getrennt ist. Die Grenze zwischen den flussangrenzenden Stadtteilen und Gemeinden verläuft im Neckar. Daher liegt der Kanal in seiner gesamten Breite auf dem Gebiet von Neuenheim, Handschuhsheim und Dossenheim an der rechten Flussseite. Der Kanal wurde in den 1990er Jahren durch einen Umbau von einem Trapezprofil auf ein Rechteckprofil mit 38 Metern Breite für die Schifffahrt erweitert. Das Stauziel liegt bei 105,26 m ü. NN.
Der Bau des deutlich oberhalb des Flussniveaus liegenden Kanals ließ den Grundwasserspiegel in der an seiner rechten Seite anliegenden Flur Neuenheimer Feld des Heidelberger Stadtteils Neuenheim ansteigen. Deshalb musste der 1914 dort an den Neckar angrenzende, begonnene, aber nur teilweise fertiggestellte neue Heidelberger Zentralfriedhof wieder aufgegeben werden, der im Zuge des Ersten Weltkrieges zum Soldatenfriedhof umgewidmet worden war. Auf dem Gelände liegt heute der Heidelberger Tiergarten.

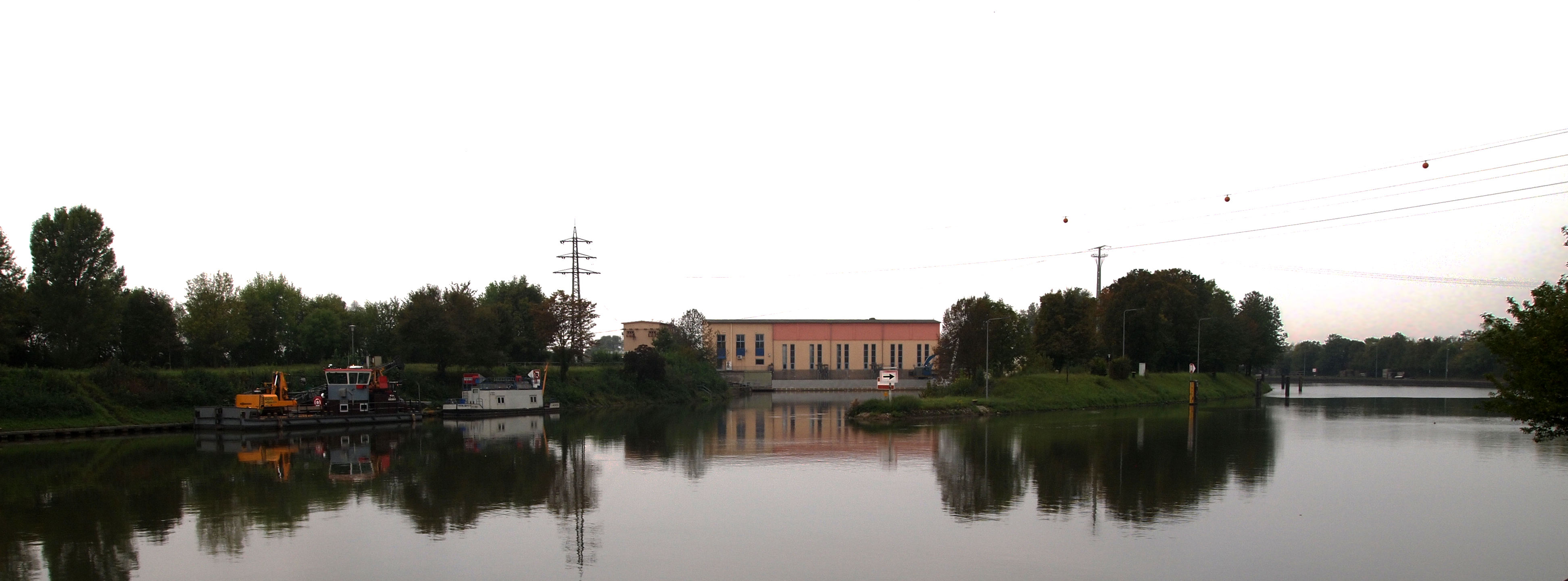
Kanalende mit Kraftwerk und Schleusenoberhaupt